# Plac królewski
Plac królewski (fr. La Place royale ou l’Amoureux extravagant) – komedia Pierre’a Corneille’a wystawiona w sezonie 1633/1634.
Alidor, zakochany w Angelice, chcąc być wolnym od namiętności, pragnie zerwać z ukochaną. Dowiedziawszy się, że zakochał się w niej jego przyjaciel Kleander, odstępuje mu ją. Zdradzona Angelika postanawia w akcie rozpaczy wyjść za brata swej przyjaciółki Filidy, Dorasta. Zrozpaczony Kleander przy pomocy Alidora, który zwodzi Angelikę, podejmuje próbę jej porwania. Omyłkowo porywa jednak Filidę, w której się zakochuje i poślubia ją. Oszukana ponownie Angelika idzie do klasztoru, a Alidor nareszcie czuje się wolny od namiętności.

## Data powstania utworu
W sezonie 1633/1634 Corneille wystawił w Paryżu kolejną komedię Plac królewski.

## Osoby
| Osoba    | Jej rola w dramacie               |
| -------- | --------------------------------- |
| Alidor   | kochanek Angeliki                 |
| Kleander | przyjaciel Alidora                |
| Dorast   | zakochany w Angelice, brat Filidy |
| Lyzis    | zakochany w Filidzie              |
| Angelika | kochanka Alidora i Dorasta        |
| Filida   | siostra Dorasta                   |
| Polymas  | domownik Alidora                  |
| Likant   | domownik Dorasta                  |

## Treść

### Akt I
Filida namawia swą przyjaciółkę, Angelikę, by okazała trochę względów jej bratu, Dorastowi. Sama Filida zabiega o jak największą liczbę adoratorów. Angelika jest jednak zakochana Alidorze i tylko nim jest zainteresowana. Filida radzi bratu, by dał sobie spokój z Angeliką. Dorast jest jednak niepocieszony. Kleander, przyjaciel Alidora, czuje się rozdarty pomiędzy lojalnością względem przyjaciela, a miłością do Angeliki, którą maskuje udając, że zabiega o względy Filidy. Alidor wyjawia przyjacielowi, że miłość do Angeliki krępuje go i pozbawia wolności, chciałby być panem swoich poruszeń wewnętrznych, a nie niewolnikiem namiętności, dlatego musi zerwać ten związek. Kleander przyznaje się do skrywanej miłości do Angeliki, a przyjaciel ustępuje mu miejsca.

### Akt II
Angelika czyta list miłosny Alidora do Klaryny, w którym jej ukochany opisuje jej wady. Jest oburzona. Alidor jednak spotkawszy ją nie zaprzecza prawdzie tego, co napisał, jego uczucia się zmieniły, miłość do Angeliki nie ma już nad nim władzy. Nieszczęśliwa kobieta nie chce go więcej widzieć. Angelika zwierza się przyjaciółce, że Alidor ją porzucił. Filida jest przekonana, ze wystarczy, by się rozmyślił, a Angelika przyjmie go z powrotem. Spotkawszy bratu radzi mu, by podjął zdecydowane kroki dla zdobycia ukochanej, póki znajduje się pod wpływem silnego wzburzenia. Zakochany w Filidzie Lyzis skarży się kochance, że otacza się zbyt wielkim tłumem adoratorów. Filida ignoruje jego skargę. Kiedy jednak to samo zarzuca jej Kleander, który chce ją porzucić, zmienia postępowanie i by go przekonać o swoich uczuciach daruje mu swój portrecik.

### Akt III
Dorast powiadamia swą siostrę, że Angelika go przyjęła, wieczorem wydaje bal a jutro wyjdzie za niego za mąż. Kleander jest zdruzgotany. Wyjawia wszystko przyjacielowi. Alidor, chociaż dopiero w chwili, gdy usłyszał o zamążpójściu Angeliki poczuł się wolny, postanawia porzucić bezpieczną dla siebie sytuację i pomóc przyjacielowi, zdobyć Angelikę. Ponownie zjawia się u Angeliki, która znajduje się w rozterce, zgodziła się wyjść za Dorasta, ale wolałaby za Alidora. Na widok Alidora wybucha gniewem, ale wkrótce ulega jego słodkim słowom i zgadza się uciec z nim o północy. Filida jest zdziwiona widokiem Alidora wychodzącego od przyjaciółki.

### Akt IV
Alidor czekając w środku nocy na Angelikę zapewnia przyjaciela, że jest całkowicie oddany jego sprawie, walczy jednak wewnętrznie, zaangażowawszy się tę aferę czuje, że Angelika znowu go pociąga, znów nie jest panem siebie. Stoi przed trudnym wyborem chcąc być lojalnym wobec przyjaciela zdradza zaufanie kochanki i odwrotnie. Kiedy Angelika nadchodzi wręcza jej list Klitnadra, którego ona, ufając ukochanemu, nawet nie czyta tylko odnosi do swego pokoju. Za Angeliką nadbiega zaniepokojona Filida, która obawia się, że Alidorowi udało się jednak wykraść jego bratu żonę. Wzięta omyłkowo za Angelikę, zostaje porwana przez Klitandra i jego ludzi. Alidor jest w coraz większej rozterce. Teraz gdy przyjaciel porwał jego ukochaną chciałby ją odzyskać. Gdy w chwilę po porwaniu Angelika staje przed nim, Alidor niczego nie rozumie, widział jak ją zabrano. Angelika jest zdumiona, że widział to i pozostał w jej domu. Alidor tymczasem z poczucia lojalności do przyjaciela kluczy i radzi Angelice zostać w domu i nie włóczyć się z nim samym po nocy. Ostatecznie zgadza się z nią opuścić jej dom, gdy Angelikę zatrzymuje Dorast. Niedoszła żona Dorasta wyznaje, że zgodziła się go poślubić w rozpaczy, lecz naprawdę kocha Alidora i z nim właśnie chciała uciec. Dorast pokazuje jej list Klitandra, który znalazł w jej pokoju. Angelika pojmuje, że została po raz drugi zdradzona. Postanawia albo wyjść za Dorasta albo wstąpić do klasztoru.

### Akt V
Wzruszony płaczem i błaganiami porwanej Filidy Kleander zakochuje się w Filidzie. Pojmuje, że próbował zdobyć kobietę, która kocha innego, a próbuje poślubić jeszcze innego. Filida droczy się z nim, ale wyraźnie cieszy się, że zdobyła jego serce. Odsyła Kleandra do rodziców, jeśli się zgodzą odda mu swą rękę. Spotkawszy Dorasta zawiadamia go o zmianach, jakie zaszły w jej życiu, a jednocześnie o tym, że może poślubić Angelikę. Dorast, zdradzony, nie chce jednak tego doświadczyć ponownie. Angelika nie chce przebaczyć Alidorowi. Skoro nie może poślubić Dorasta, decyduje się wstąpić do klasztoru. Alidor dochodzi do wniosku, że rozgorączkowanie i brak wolności, jakich doznawał, kochając Angelikę, pochodziły z niepewności i złudnej nadziei. Teraz kiedy oddał Angelikę Bogu, podobnie jak przedtem, gdy miał ją pojąć Dorast, czuje się wolny.

## Analiza
Plac królewski stanowi punkt zwrotny w twórczości Corneille’a. W dedykacji dramatu skierowanej do tajemniczego Pana *** autor pisze: nie należy nigdy kochać do tego stopnia, żeby nie można było przezwyciężyć afektu, bo gdy rzeczy tak się układają, popadamy w jarzmo tyranii, a jarzma nosić nie trzeba; w końcu kochana osoba ceni bardziej miłość, która jest owocem naszego wyboru i jej zalet, aniżeli sentyment spowodowany ślepą inklinacją czy wpływem gwiazd, co łamie wszelki sprzeciw. Nie poczuwamy się przecież do wdzięczności względem ludzi świadczących nam dobrodziejstwa z musu, uważamy, że nie oferują nam nic, skoro nie są władni niczego odmówić. Niektórzy krytycy uważają, że problem głównego bohatera sztuki rozstrzyga podtytuł: dziwaczny kochanek. Ich zdaniem Corneille celowo sygnalizuje, że bohater jest raczej ekstrawagancki niż odważny. W istocie Alidora stać jedynie na bezpłodne gesty. W obronie swobody ucieka przed miłością, nieomal stręczy swoją ukochaną przyjacielowi i niczego ostatecznie nie osiąga. Dziewczyna spędzi resztę życia w klasztorze, a on rozczarowany, ślubuje na przyszłość unikać gorących uczuć i uprawiać tylko grę miłosną.
Nowsi badacze dopatrują się w Alidorze wersji Don Juana, który wolałby spokojny byt od przygód i podbojów. Alidor mimo jawnie egoistycznych rysów nie jest jednak okrutnikiem, zna uczucie żalu, waha się, próbuje naprawić popełnione błędy. Nie widać natomiast powodów dla których musiałby się pozbyć swej wybranki. Typowy bohater Corneille’owski poddaje się obowiązkowi. Bohater Placu królewskiego postępuje odwrotnie. Obowiązek nakazuje mu poślubić ukochaną. Swoją decyzją nie wyzwala się z olśnienia miłosnego i nie olśniewa własnego środowiska. Przyjaciel żeni się ostatecznie z kim innym. Ponosi klęskę tym dotkliwszą, że nie zrozumiałą dla otoczenia.
Oktawian Nadal twierdzi, że Alidor reprezentuje anarchiczny moment wolności. Wskazuje na młody wiek bohatera, który od niedawna pełnoletni, próbuje żyć według własnego uznania. Jest równocześnie wzniosły i śmieszny. Sam wybrał sobie Angelikę, sławi jej walory duchowe i fizyczne, jego miłość nie pochodzi z nakazu rodzicielskiego, żeby mógł w niej upatrywać narzuconego z zewnątrz jarzma. Wydaje się, że obawia się samego siebie. Potrzebuje próby sił, podejrzewając się o słabość. Gdyby bardziej ufał sobie oszczędziłby sobie rozpaczliwych i daremnych kroków. Jego rozterki zwiastują już jednak przyszłych bohaterów Corneille’a, są zapowiedzią Cyda.